# Qwest Records
Qwest Records est un label discographique américain, actif entre 1980 et 2001. Il est fondé par le producteur Quincy Jones et le label Warner Bros. Records. En 2001, Warner ferma le label après avoir racheté les parts détenues par le producteur.

## Histoire
Qwest Records est fondé conjointement par Quincy Jones et Warner Bros. Records, dont le PDG Steve Ross était un ami de longue date du producteur. Warner détenait 50 % des parts de la société et assurait la distribution de son catalogue. Lors de la fondation de Qwest, Jones est encore sous contrat avec A&M Records, qui édite The Dude, son dernier album pour la compagnie, au début de l'année 1981.
À cette période, Jones est le producteur attitré de Michael Jackson, sous contrat avec CBS Records, et ne peut se consacrer entièrement à son propre label, qui employait une trentaine de personnes et était présidé par Harold Childs. Durant les années 1980, Jones produit une série d'albums pour le chanteur, qui connurent un grand succès et éclipsèrent les productions du label Qwest en termes de ventes. Jones fut l'un des artisans de la chanson caritative We Are the World, et se consacre également à des musiques de films, comme la bande originale de La Couleur pourpre (The Color Purple), réalisé par Steven Spielberg.
En 2001, Warner Music Group ferme le label après avoir racheté les parts détenues par Quincy Jones. From Q With Love est le dernier album de Jones édité par Qwest ; il rejoint ensuite Warner Music.

## Groupes et artistes
Quincy Jones ne souhaitait pas que son label se spécialise dans un genre particulier. En 1985, lors d'un entretien accordé au magazine Ebony, il déclare que tous les genres de musique peuvent figurer sur son label : « une liste de groupes et artistes très variée, parce que nous voulons que le label soit à 360°, qu'il représente tous les types de musique ». Qwest Records comptait dans ses rangs des artistes confirmés tels le chanteur soul James Ingram, le guitariste jazz George Benson et la chanteuse Patti Austin. Quincy Jones sort également ses propres albums sur le label, dont Back on the Block en 1989, qui remporte un Grammy l'année suivante. Le label signe aussi de jeunes artistes, tels le chanteur rhythm and blues Tevin Campbell et le quatuor gospel The Winans. Qwest distribua également le catalogue du groupe britannique New Order sur le marché américain.